# Josefin Lillhage
Anna Josefin Lillhage Östblom, född Lillhage 15 mars 1980 i Askim, är en svensk simmare som tävlar för Väsby Simsällskap. 
Lillhage är en av Sveriges mest framgångsrika simmare genom alla tider. Redan som 15-åring gjorde hon 1995 sitt första internationella mästerskap i VM i Rio de Janeiro och därefter var hon med i landslaget tills hon lade baddräkten på hyllan 2010. Hon har deltagit i fyra OS där första framträdandet var i Atlanta 1996. Totalt har hon tagit 43  medaljer i internationella mästerskap, bland annat individuellt VM-guld, silver, brons samt tre EM-guld. I lagkappssammanhang har Lillhage under många år varit en viktig kugge vilket bidragit till medaljer i OS, VM och EM. Dessutom har hon vunnit ett flertal världscupsegrar.
Lillhages största framgångar har kommit i frisim. VM-guldet på 200 meter och silvret på 100 meter i Indianapolis 2004 betecknar hon själv som höjdpunkter i karriären. Även EM-guldet 2007 på 200 meter, när hon besegrade världsettan Laure Manaudou och endast var två tiondelar från världsrekordet, hör dit.
Genom åren har Lillhage vunnit 13 individuella och 30 lagkappsmedaljer i internationella mästerskap. På nationell nivå har hon tagit 37 individuella SM-guld vilket ger henne tredjeplatsen i den totala medaljligan. Till de övriga meriterna hör utmärkelsen årets simmare i Sverige 2003, 2004 och 2005 samt en nominering till årets idrottsprestation vid Idrottsgalan 2005.
År 2017 deltog Lillhage i den nionde säsongen av TV-programmet Mästarnas mästare.

## Meriter i urval
- 1995: Landslagsdebut
- 1996: OS i Atlanta
- 1997: EM-silver 200 meter frisim (kortbana)
- 1999: VM-brons 200 meter frisim (kortbana)
- 1999: VM-guld 4x200 frisim (kortbana)
- 2000: OS i Sydney
- 2002: VM-guld 4x100 meter frisim (kortbana)
- 2003: VM-femma 200 meter frisim (långbana)
- 2004: VM-guld 200 meter frisim (kortbana)
- 2004: EM-guld 200 meter frisim (kortbana)
- 2004: VM-silver 100 meter frisim (kortbana)
- 2004: EM-brons 200 meter frisim (långbana)
- 2004: 8:a 200 meter frisim OS i Aten
- 2005: EM-guld och Europarekord på 200 meter frisim (kortbana)
- 2005: VM-brons 200 meter frisim (långbana)
- 2007: EM-guld 200 meter frisim (kortbana)
- 2007: EM-brons 100 meter frisim (kortbana)
- 2007: VM-femma 200 meter frisim (långbana)
- 2008: 11:a 100 meter frisim OS i Beijing.
- 2009: VM-femma lagkapp (långbana)
- 2010: EM-brons lagkapp (långbana)